# S-Bahn du Tyrol
Le S-Bahn du Tyrol est un réseau express régional desservant l'agglomération d'Innsbruck, en Autriche, de même que le nord du Tyrol du Sud, en Italie. Avec 40 000 passagers par jour, il s'agit du quatrième S-Bahn autrichien le plus achalandé, après le S-Bahn de Vienne, le S-Bahn de Styrie et le S-Bahn de Haute-Autriche.

## Réseau

### Lignes actuelles
Depuis le 15 décembre 2013, six lignes de S-Bahn fonctionnent comme suit : 
| Lignes de S-Bahn | Lignes de S-Bahn                                | Lignes de S-Bahn               | Lignes de S-Bahn                              | Lignes de S-Bahn |
| Ligne            | Lignes parcourues                               | Numéro dans l'horaire officiel | Desserte                                      | Longueur         |
| ---------------- | ----------------------------------------------- | ------------------------------ | --------------------------------------------- | ---------------- |
| S1 Tirol         | Ligne de l'Arlberg, Ligne de l'Unterinntal (de) | 300, 301, 400                  | Kufstein – Innsbruck – Telfs-Pfaffenhofen     | 118 km           |
| S2 Tirol         | Ligne de l'Arlberg Ligne de l'Unterinntal       | 300, 301, 400                  | Ötztal – Innsbruck – Jenbach                  | 80 km            |
| S1 Tirol         | Ligne du Brenner, Ligne de l'Unterinntal        | 300, 301                       | Steinach in Tirol – Innsbruck – Hall in Tirol | 31 km            |
| S4 Tirol         | Ligne du Brenner                                | 300                            | Brennero – Steinach in Tirol – Innsbruck      | 36 km            |
| S5 Tirol         | Ligne du Mittenwald (de)                        | 410                            | Innsbruck – Seefeld –Scharnitz                | 33 km            |
| S6 Tirol         | Ligne Salzbourgeoise-Tyrolienne (de)            | 201                            | Wörgl – Hochfilzen                            | 80 km            |

### S1 et S2
La fréquence de passage des trains sur la ligne S1 est de 60 min.
La desserte conjointe de gares par la ligne S2 permet d'augmenter la fréquence à 30 min entre Telfs-Pfaffenhofen à Jenbach. La ligne S2 atteint Ötztal, avec une fréquence de 60 min depuis Telfs-Pfaffenhofen. La ligne S2 fonctionne uniquement en semaine; le dimanche, les arrêts sur la S2 entre Ötztal et Telfs-Pfaffenhofen sont desservis par les trains régionaux express.
Les lignes S1 et S2 forment l'épine dorsale du réseau, avec une fréquence élevée sur le tronçon principal.

### S3 et S4
La ligne S4 va de Brenner à la gare centrale d'Innsbruck. Certains départs continuent en tant que train régional express en direction de Wörgl. Quelques trains continuent d'Innsbruck à Völs, Zirl ou Telfs-Pfaffenhofen.
La ligne S3 est une ligne fonctionnant la semaine seulement entre Steinach in Tirol et Innsbruck, desservant aussi Hall aux heures de pointe.
Les lignes S4 et S3 offrent une fréquence de passage aux 30 min entre Innsbruck et Steinach, puis aux 15 minutes entre Innsbruck et Hall, aux heures de pointe.

### S5
La ligne de train régional existante sur la ligne Mittenwald relie Innsbruck à Scharnitz via Seefeld à intervalles de 120 min. Du lundi au vendredi, la ligne fonctionne à intervalle de 60 min jusqu'à Seefeld.

### S6
La ligne S6 relie Wörgl et Hochfilzen toutes les heures. Certains trains continuent jusqu'à Saalfelden ou Zell am See le week-end. En semaine, l'apport de trains régionaux express condensent la fréquence à toutes les demi-heures.

## Histoire
La première ligne est mise en service le 9 décembre 2007, reliant la capitale tyrolienne à Telfs-Pfaffenhofen via Hall in Tirol, Rum bei Innsbruck, gare centrale d'Innsbruck, Innsbruck-Ouest (de), Völs, Kematen in Tirol, Zirl, Inzing, Hatting, Flaurling, Oberhofen im Inntal le long de l'axe de la vallée de l'Inn toutes les 30 min. Ces lignes circulent alors sur les lignes de la vallée du Bas-Inn (de) et de l'Arlberg.
Le 14 décembre 2008, la deuxième voie de la ligne dans le Wipptal est mise en service de concert avec une nouvelle ligne de S-Bahn. La seconde voie est alors utilisée pour desservir les banlieues et les villages le long du chemin de fer du Brenner à des intervalles de 30 min,.
Bien que de grands logos de S-Bahn avaient été installés au-dessus des entrées de la gare centrale d'Innsbruck, de la gare de l'Ouest et d'autres gares comme signal clair dès le départ, les trains S-Bahn n'étaient pas indiqués à l'horaire jusqu'en décembre 2008.
Le changement d'horaire du 13 décembre 2009 prévoit l'introduction du corridor de service S1 - S5.
Un an après la mise en service de la Nouvelle ligne de la vallée du Bas-Inn (de), la ligne S2 est prolongée jusqu'à Jenbach en décembre 2013.
Depuis décembre 2015, trois trains S-Bahn de nuit circulent d'Innsbruck à Kufstein et deux dans la direction opposée,. Au cours de la première année, le S-Bahn de nuit transporte 42 000 passagers,. Depuis décembre 2017, les deux trains nocturnes de S-Bahn depuis Kufstein desservent même Landeck, dans la haute vallée de l'Inn, permettant l'abolition de deux départs de bus Nightliner,,. Le transport du 100 000e passager par le S-Bahn de nuit est célébré le 23 février 2018 avec deux concerts dans la nuit à bord des trains.

## Plans d'expansion
En 2007 et 2008, l'ÖBB élabore des scénarios d'exploitation, examinant la localisation de nouvelles gares.
En 2013, des plans concrets pour la construction de trois nouvelles stations autour d'Innsbruck sont annoncées : l'un desservant le centre d'expositions d'Innsbruck (de), l'autre la zone industrielle de Hall-Thaur (de) . En outre, les gares existantes dans les environs d'Allerheiligenhöfe (de) et d'Innsbruck-Hötting (de) doivent être déplacées vers des points de correspondance plus pratiques,,. Les coûts des nouveaux arrêts de S-Bahn, relocalisés ou modernisés s'élèvent à environ 1,2 M€. La phase de planification doit initialement être achevée en 2016, la construction commencée en 2016. Finalement, cette année-là, seul l'arrêt visant la desserte de la zone industrielle Hall-Thaur est mis en chantier. Les travaux préparatoires débutent en octobre 2016. La mise en service a eu lieu avec le changement d'horaire en décembre 2017.
En 2020, les travaux commencent sur le nouvel arrêt desservant le centre d'expositions d'Innsbruck. La circulation sur le chemin de fer circule, le nouvel arrêt est à même le centre d'exposition d'Innsbruck, desservant les quartiers de Saggen (de), Dreiheiligen-Schlachthof (de) et Pradl (de). L'inauguration est prévue à l'automne 2021.
En outre de ces travaux on prévoit :
- La modernisation de la gare d'Innsbruck-Ouest ;
- Une nouvelle station Wörgl-Ouest entre Wörgl et Kundl, au terminal de fret ;
- L'arrêt de la planification de la station Kufstein-Sud (ou Kufstein Endach), envisagée il y a plusieurs années ;
- Le déplacement de la station Münster-Wiesing de la frontière des deux municipalités vers le nouveau centre de réadaptation[19],[20],[21].

## Clientèle
Au début du mois de décembre 2007, selon l'opérateur ÖBB, 200 000 habitants, soit 30% des Tyroliens, vivaient dans la zone de chalandise du S-Bahn.
Du début de 2007 à 2013, une augmentation de 60% a été observée. En 2017, 14,3 millions de passagers ont été transportés par l'un des 390 trains circulant quotidiennement, soit deux fois plus qu'en 2007.  

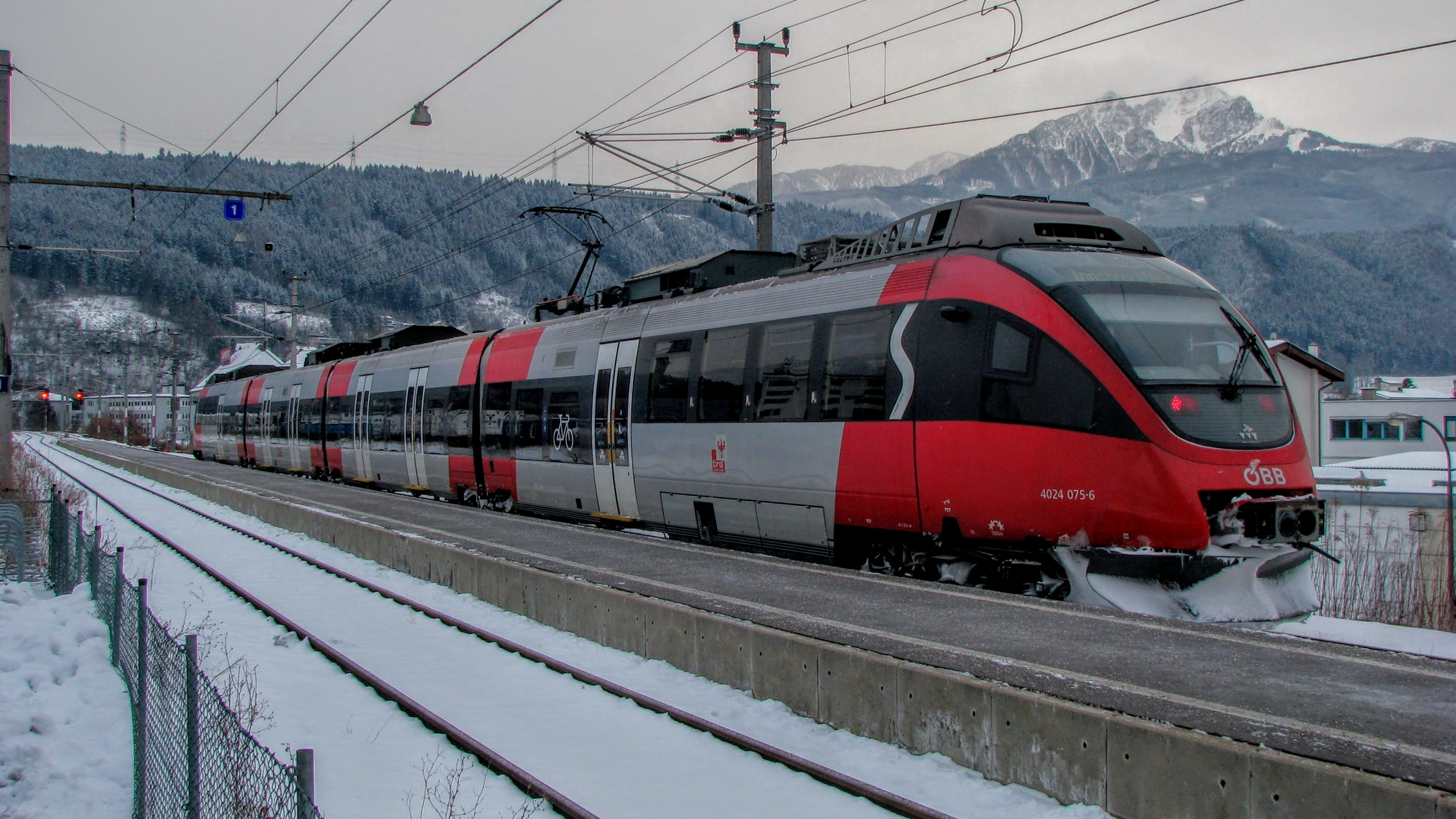
Autorail Talent avec une livrée S-Bahn dans la gare d'Innsbruck-Hötting.

## Véhicules
L'ensemble des lignes est exploité par l'ÖBB avec des rames de Bombardier Talent de la série 4024.